# 江西省经济

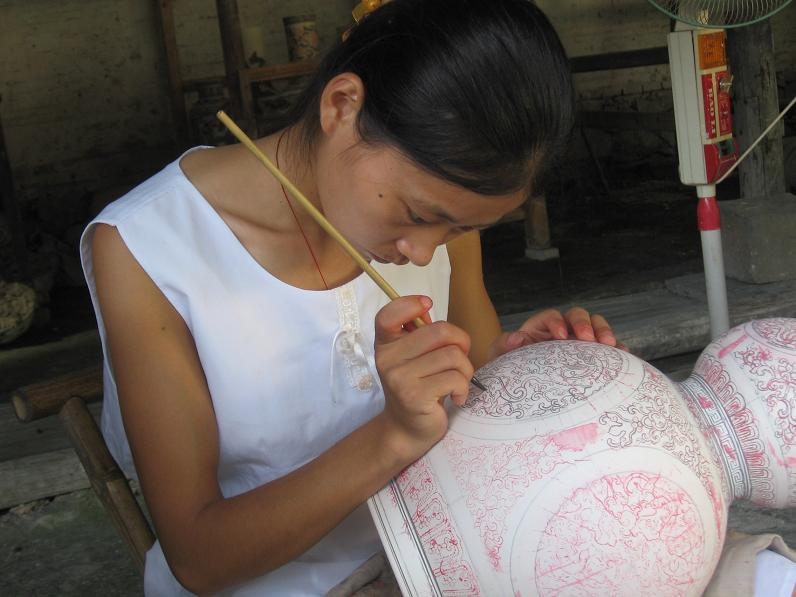
景德鎮陶瓷工業

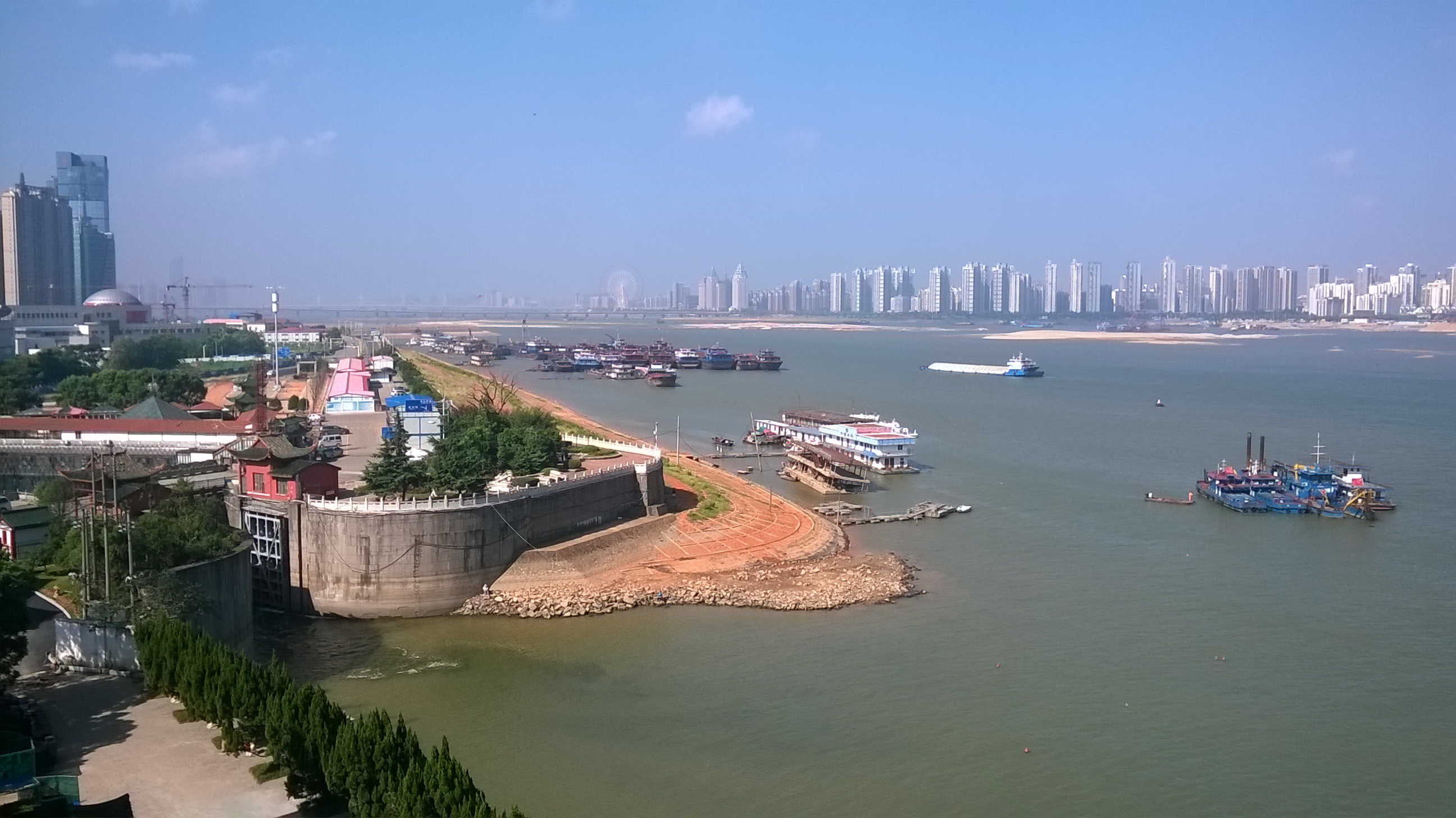
赣江旅遊業

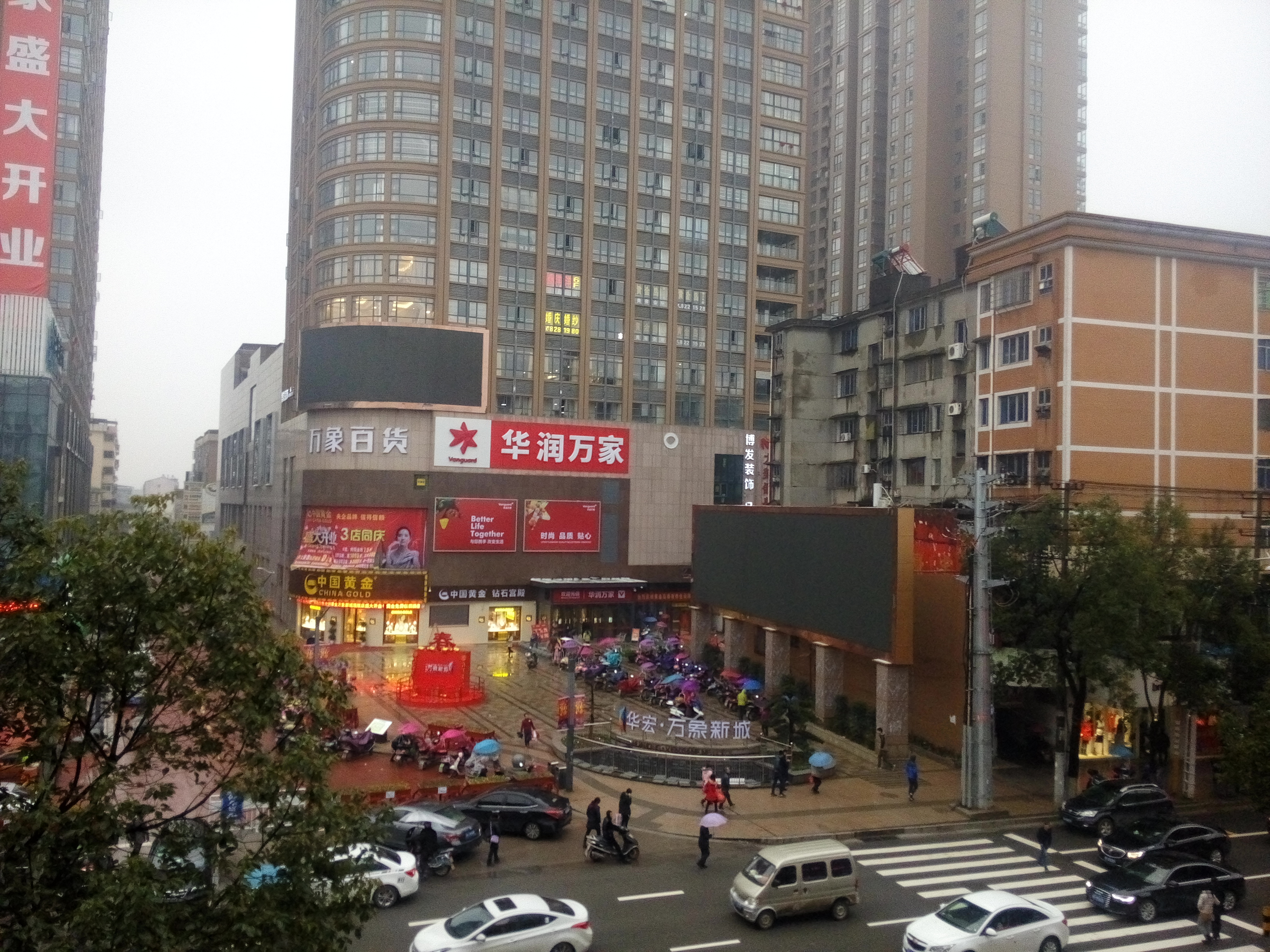
抚州市

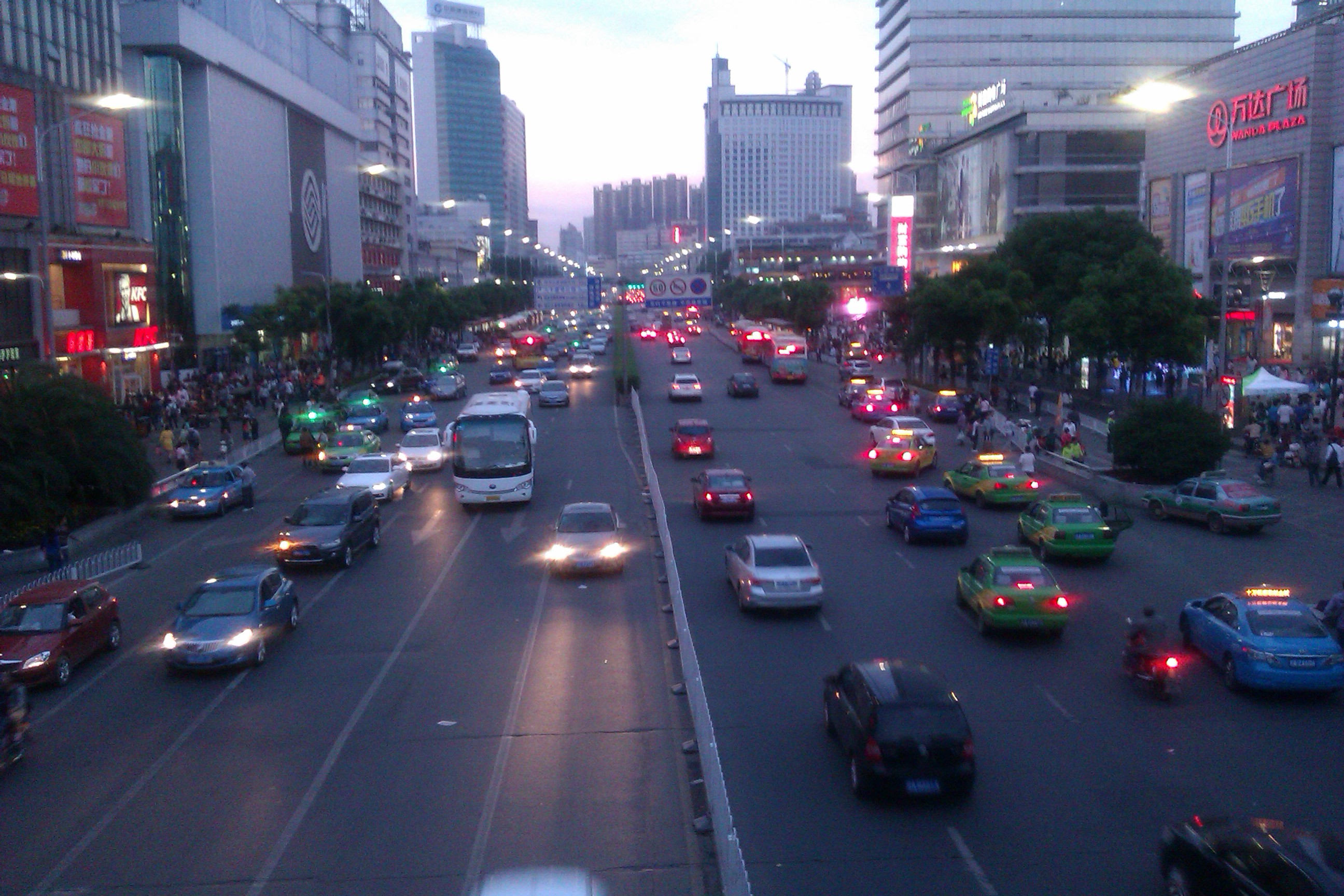
南昌市商業街

江西省经济以礦業和航太業著名，根据初步核算的结果，2014年，江西GDP总量达到15708.6亿元，位居全国第18位，可比价格计算比上年增长9.7%。
- 第一产业增加值1683.7亿元，增长4.7%，占GDP比重为10.7％
- 第二产业增加值8388.3亿元，增长11.1%，占GDP比重为53.4％
- 第三产业增加值5636.6亿元，增长8.8%，占GDP比重为35.9％。

## 概況
与其他省市区的经济发展相比，江西属于中等发展速度的省份，但经济总量相对较小，人均GDP偏后；农业经济在国民经济中占有较大比重。在2014年度各項增長：
- 全部财政收入达到2680.5亿元，比上年增长13.7%，人口自然增长率6.98%
- 社会固定资产投资15110.0亿元，增长17.6%
- 社会消费品零售总额5129.2亿元，增长12.7%居民消费价格指数上升2.3%
- 外贸进出口427.83亿美元，增长16.4%
- 利用外商直接投资84.51亿美元，增长11.9%[1]
- 城镇居民人均可支配收入24309元，增长9.9%
- 农民人均纯收入10117元，增长11.3%[2]

1979-2007年29年，按绝对数比较，2007年江西GDP总量为1978年的62.86倍；按不变价格推算（以同期全国平均物价水平为基准），GDP年平均增长率9.4％，低于同期全国9.8％的平均水平，年均增长率次于宁夏、吉林等17个省份居18位。
GDP总量的发展
- 1992年突破500亿元
- 1995年突破1000亿元
- 2007年突破5000亿元
- 2016年突破1.6萬億元[3]

人均GDP的发展
- 1989年首次突破1千元（全国1987年突破1千元）
- 2001年突破5千元（全国1995年突破5千元）
- 2006年突破1万元（全国2003年突破1万元）

### 工业
江西的有色金属矿藏丰富，包括著名的德兴铜矿和大余钨矿，有色金属冶炼是其工业的主要特色之一。鹰潭号称铜都。萍乡曾是中国近代工业起源地之一。景德镇的瓷器，新余的钢铁以及九江的港口等。
南昌是中国直升飞机和无人机等飞机生产基地，汽车生产基地等重要制造基地和物流中心。南昌是江西省最大的工业城市，中华人民共和国的第一架飞机、第一辆轮式拖拉机、第一辆摩托车、第一枚海防导弹都在这里诞生，近年開始開發電子高科技產業例如賽維太陽能就是世界最大太陽能電池廠，並在短短1年間上市於美國紐約證交所。

### 农业
江西历史上一直是稻米的主要产区。并盛产柑桔（以南丰蜜桔著称）、脐橙、茶叶、毛竹和杉木等。广昌，石城是全国通芯白莲、烤烟出口生产基地，省优质烤烟生产基地。江西是中国优质农产品输出基地和有机食品生产基地等。丰城市、南昌县、鄱阳县三县是全国粮食产量百强县。而樂平市是江西唯一一個蔬菜產量大于糧食產量的的縣，被譽為“江南菜鄉”。

### 服務业

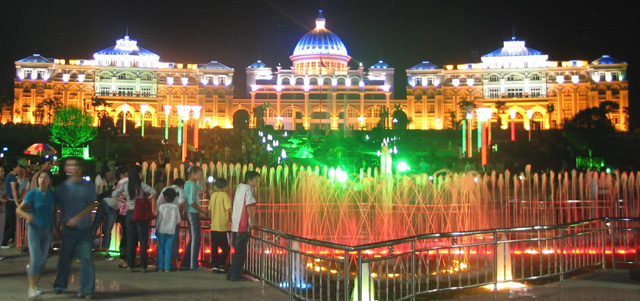
萍乡世纪广场

随着经济的发展，江西体育文艺娱乐事业也得到了持续发展。江西体育健儿曾多次获得奥运冠军，一些传统的戏剧比如赣剧、采茶戏、傩舞等也得到发扬。互联网行业和软件也逐渐发展起来。另外，江西饮食的特点以湿辣鲜辣为主。

### 新闻传媒
报纸：江西日报、江南都市报、信息日报
电视：江西电视台、江西教育电视台
广播：江西人民广播电视台
网络媒体：大江网(江西日报社主办)